# Мацки (Житомирская область)
Мацки (укр. Мацьки) — село на Украине, находится в Овручском районе Житомирской области.
Известно с 1774 года.
Код КОАТУУ — 1824284304. Население по переписи 2001 года составляет 60 человек. Почтовый индекс — 11100. Телефонный код — 4148. Занимает площадь 0,725 км².

## Местный совет
Село входит в состав Лучанковского сельского совета.
Адрес местного совета: 11120, Житомирская область, Овручский р-н, с. Лучанки.